# G. Iranzo
Pour les articles homonymes, voir Juan García (homonymie) et García.
Juan García Iranzo, dit G. Iranzo (né le 20 septembre 1918 à Muniesa et mort le 3 février 1998 à Barcelone) est un auteur de bande dessinée espagnol, créateur d'El cachorro (1951-60), une des séries les plus influentes de la bande dessinée espagnole. Il signait parfois Iribarren.

## Prix
- 1993 : Prix Haxtur de l'« auteur que nous aimons », pour l'ensemble de sa carrière